# Pycreus diander
Pycreus diander är en halvgräsart som först beskrevs av John Torrey, och fick sitt nu gällande namn av Charles Baron Clarke. Pycreus diander ingår i släktet Pycreus och familjen halvgräs. Inga underarter finns listade i Catalogue of Life.